# Larentia exoriens
Larentia exoriens är en fjärilsart som beskrevs av Louis Beethoven Prout 1912. Larentia exoriens ingår i släktet Larentia och familjen mätare. Inga underarter finns listade i Catalogue of Life.